# Братертаун (Вісконсин)
Братертаун (англ. Brothertown) — місто (англ. town) в США, в окрузі Калумет штату Вісконсин. Населення — 1328 осіб (2020).

## Демографія
Згідно з переписом 2010 року, у місті мешкало 1329 осіб у 538 домогосподарствах у складі 395 родин. Було 642 помешкання
Расовий склад населення:
| - 97,8 % — білих - 0,6 % — корінних американців - 0,2 % — чорних або афроамериканців |

До двох чи більше рас належало 0,7 %. Частка іспаномовних становила 2,0 % від усіх жителів.
За віковим діапазоном населення розподілялося таким чином: 23,1 % — особи молодші 18 років, 62,7 % — особи у віці 18—64 років, 14,2 % — особи у віці 65 років та старші. Медіана віку мешканця становила 43,2 року. На 100 осіб жіночої статі у місті припадало 110,6 чоловіків;  на 100 жінок у віці від 18 років та старших — 111,2 чоловіків також старших 18 років.
Середній дохід на одне домашнє господарство  становив 76 910 доларів США (медіана — 63 750), а середній дохід на одну сім'ю — 88 896 доларів (медіана — 76 667). Медіана доходів становила 47 692 долари для чоловіків та 40 655 доларів для жінок. За межею бідності перебувало 3,9 % осіб, у тому числі 8,9 % дітей у віці до 18 років та 1,5 % осіб у віці 65 років та старших.
Цивільне працевлаштоване населення становило 820 осіб. Основні галузі зайнятості: виробництво — 30,0 %, освіта, охорона здоров'я та соціальна допомога — 20,6 %, сільське господарство, лісництво, риболовля — 10,7 %, фінанси, страхування та нерухомість — 7,4 %.